# Simon Verherstraeten
Simon Verherstraeten (14 januari 1999) is een Belgische atleet, die zich heeft toegelegd op de sprint. Hij werd driemaal Belgisch kampioen.

## Loopbaan
Verherstraeten nam in 2017 op de 110 m horden deel aan de Europese kampioenschappen U20 in Grosseto. Hij werd uitgeschakeld in de halve finales. Twee jaar later nam hij op de  4 x 100 m deel aan de Europese kampioenschappen U23 in Gävle. Samen met Kobe Vleminckx, Antoine Snyders en Raphael Kapenda behaalde hij een bronzen medaille. Ook omdat verschillende tegenstanders werden gediskwalificeerd door foutieve stokwissels.
In 2022 werd Verherstraeten op de 4 x 100 m geselecteerd voor de Europese kampioenschappen in München. Hij bereikte met het Belgische estafetteteam met een Belgisch record de finale. In de finale werd hij vervangen door Jordan Paquot.
Club
Verherstraeten was aangesloten bij Atletiekclub Lyra en na de fusie bij Atletiekvereniging Lyra-Lierse

## Belgische kampioenschappen
Outdoor
| Onderdeel | Jaar |
| --------- | ---- |
| 100 m     | 2024 |
| 200 m     | 2024 |

Indoor
| Onderdeel | Jaar |
| --------- | ---- |
| 60 m      | 2025 |

## Persoonlijke records
Outdoor
| Onderdeel | Prestatie    | Wind     | Datum        | Plaats            |
| --------- | ------------ | -------- | ------------ | ----------------- |
| 100 m     | 10,06 s      | +1,9 m/s | 24 juli 2024 | La Chaux-de-Fonds |
| 200 m     | 20,13 s (NR) | +0,4 m/s | 24 juli 2024 | La Chaux-de-Fonds |

Indoor
| Onderdeel | Prestatie | Datum            | Plaats |
| --------- | --------- | ---------------- | ------ |
| 60 m      | 6,65 s    | 23 februari 2025 | Gent   |
| 200 m     | 21,11 s   | 1 februari 2025  | Gent   |

## Palmares

### 60 m
- 2023:  BK indoor AC – 6,89 s
- 2024:  BK indoor AC – 6,74 s
- 2025:  BK indoor AC – 6,65 s

### 100 m
- 2022:  BK AC – 10,49 s
- 2024:  BK AC – 10,15 s

### 200 m
- 2019:  BK AC – 21,63 s
- 2024:  BK AC – 20,60 s

### 110 m horden
- 2017: 8e in ½ fin EK U20 in Grosseto – 14,35 s

### 4 x 100 m
- 2019:  EK U23 in Gävle – 39,77 s
- 2022: 6e EK in München (alleen in reeksen - 38,73 s (NR))
- 2024: 4e EK in Rome – 38,65 s (38,55 s (NR) in reeks)